# Zé Ratão
Zé Ratão (Sylvester Shyster, no original em inglês) é um vilão da Disney. Embora seu nome possa dar a entender que este seja um rato, Zé Ratão é um canídeo. Geralmente se associa com Bafo-de-Onça, rival de Mickey.

## Primeira aparição
Sua primeira história foi "Death Valley ", também conhecida como "Race to Death Valley", publicada em 1 de abril de 1930 nos EUA.  Esta história foi publicada no Brasil apenas há alguns anos, em "Mestres Disney" 3, de 2005, com o título "O Vale Da Morte".
Possui apenas 32 histórias publicadas, nenhuma delas criada no Brasil.

## Nomes em outros idiomas
- Alemão: Balduin Beutelschneider
- Dinamarquês: Sylvester Snyd
- Finlandês: Samu Suutari
- Francês: Chicaneau
- Holandês: Sylvester Slibber
- Inglês: Sylvester Shyster
- Italiano: Lupo
- Norueguês: Advokat Lur
- Polonês: Chytrus
- Sueco: Fusky